# ドーリス・デリエ
ドーリス ・デリエ（Doris Dörrie, 1955年5月26日 – ）は、ドイツ人の映画監督。オペラ演出家、作家、教授としても活動している。日本語ではドリス・デリエと表記されることもある。

## 来歴
カリフォルニア州ストックトンのパシフィック大学、ニューヨークのニュースクール大学(New School for Social Research)で俳優の勉強をした後、ミュンヘンテレビ・映画大学で学ぶ。1997年以降、同大学でクリエイティブ・ライティング/映画台本の講座を担当している。
映画作品や文学作品で多くの賞を受けている。監督デビュー作品『心の中で』(原題、以下同：Mitten ins Herz)で1985年東京映画祭の上映のため初来日、それ以後、日本での滞在を重ねている。
日本では『MON-ZEN』(Erleuchtung garantiert)、『漁師と妻』(Der Fischer und seine Frau)、『HANAMI』(Kirschblüten - Hanami)、『フクシマ・モナムール』(Grüße aus Fukushima)の4作品を撮影した。